# Explorer 17
Explorer 17 ou AE-A (Atmosphere Explorer-A) est un petit satellite scientifique lancé en 1963. Le satellite développé par la NASA dans le cadre du programme Explorer a pour objectif de mesurer la densité, la composition, la pression et la température de l'atmosphère terrestre. Il fait partie d'une série de trois missions conçues par le Centre de vol spatial Goddard destinées à mieux connaître les caractéristiques de l'atmosphère terrestre à des fins scientifiques et pour des applications dans le domaine de la météorologie. La charge utile est constituée de deux spectromètres de masse, quatre systèmes de mesure de pression et deux sondes de Langmuir. Au cours des 100 jours de sa mission limitée par la capacité de sa batterie non rechargeable, le satellite remplit ses objectifs malgré le dysfonctionnement de certains de ses instruments.

## Contexte et objectifs
Explorer 17 est conçu pour fournir des mesures directes des caractéristiques des couches supérieures de l'atmosphère et permettre ainsi de faire progresser la physique de cette région de l'espace. Les instruments mesurent la densité, la composition, la pression et la température qui sont les principaux paramètres pilotant les processus physiques à l'œuvre. Les données recueillies doivent d'une part clarifier et définir les caractéristiques structurelles de l'atmosphère établies jusque-là à travers la mesure de la traînée subie par les satellites mis en orbite. D'autre part les mesures effectuées doivent permettre d'établir la variabilité de ces caractéristiques et leur dépendance vis-à-vis de l'activité solaire.
La mission AE-A est la 17e mission du Programme Explorer et fait partie d'une série de trois missions conçues par le Centre spatial Goddard destinées à mieux connaitre les caractéristiques de l'atmosphère terrestre à des fins scientifiques et pour des applications dans le domaine de la météorologie.

## Caractéristiques techniques
AE-A est une sphère pressurisée en acier sans étain de 89 cm de diamètre et ayant une masse de 185 kg. Dans l'ignorance du comportement des cellules solaires dans le vide (celles-ci pouvant dégazer et donc perturber les mesures de composition de l'atmosphère), les concepteurs du satellite ont choisi comme source d'énergie des batteries non rechargeables. Celles-ci, qui représentent plus du tiers de la masse totale du satellite (68 kg) permettent d'alimenter de manière continue le satellite durant 75 heures, limitant la durée de la mission à 100 jours. Le satellite est spinné à 90 tours par minute. Des capteurs d'horizon et de Soleil déterminent l'orientation du Soleil au moment de la collecte de données scientifiques. Cette information importante pour l'interprétation des résultats est transmise au sol. Le satellite n'emporte pas de système d'enregistrement de données et les mesures sont effectuées uniquement dans un rayon de 4 000 km autour de la dizaine de stations au sol équipées pour recevoir les émissions du satellite,.

## Instrumentation scientifique
La charge utile comprend les instruments suivants :
- deux spectromètres de masse identiques qui doivent mesurer les concentrations des principaux constituants neutres de l'atmosphère à savoir l'oxygène sous sa forme moléculaire et atomique, l'azote moléculaire, l'hélium et la vapeur d'eau. Ces particules neutres sont ionisées par un bombardement d'électrons. Des mesures des courants des six différents types d'ions et du courant total est effectué séquentiellement durant 4 secondes avec une sensibilité élevée et durant 4 secondes avec une sensibilité basse. L'ensemble d'un cycle de mesures dure donc 64 secondes[3] ;
- deux sondes de Langmuir indépendantes. L'une des sondes mesure la densité des ions ayant une charge positive tandis que l'autre mesure la température des électrons. Chacune des sondes comprend un détecteur composé de deux éléments : une électrode cylindrique externe de 10 cm de long et dans son prolongement une électrode interne de 23 cm de long[4] ;
- quatre systèmes de mesures de pression (deux de type Redhead et deux Bayard-Alpert) sont utilisés pour mesurer la densité de gaz neutre et la pression ambiante des couches de l'atmosphère comprise entre 260  et   900 km. Ces instruments sont utilisés durant des périodes de 4 minutes lorsque le satellite est en vue d'une station au sol. Les types de senseurs permettent de mesurer la pression comprise entre 10−4 Torr (1012 molécules/cm3) et 10−11 Torr[5].

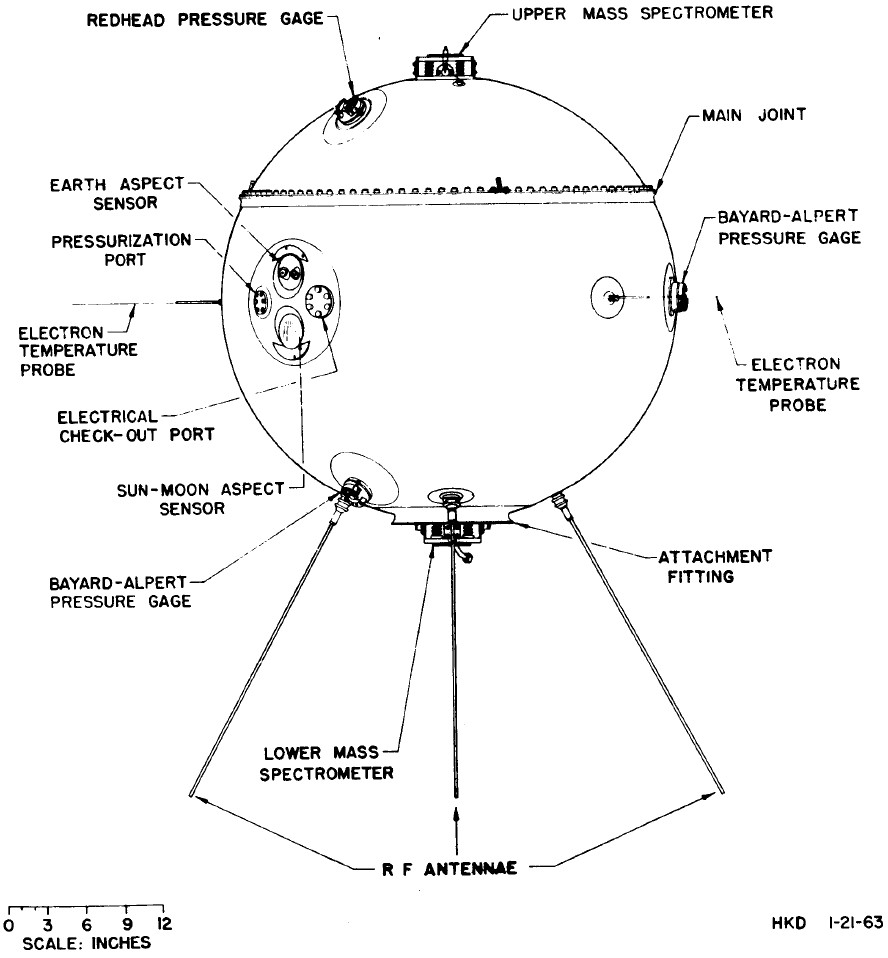
Vue externe.
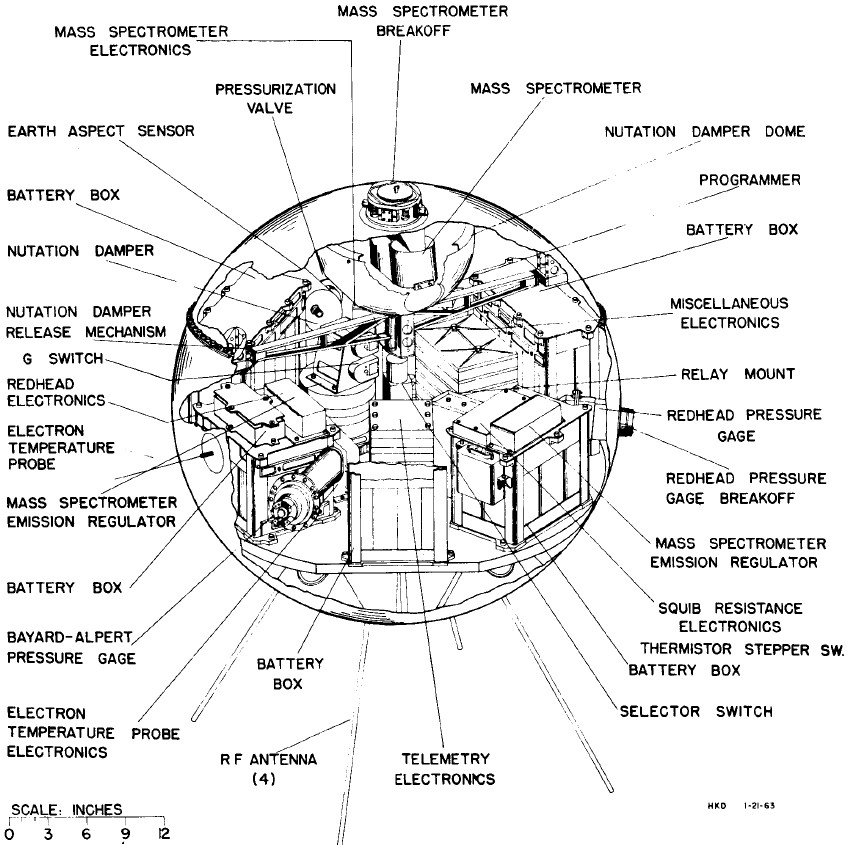
Coupe.

## Déroulement de la mission

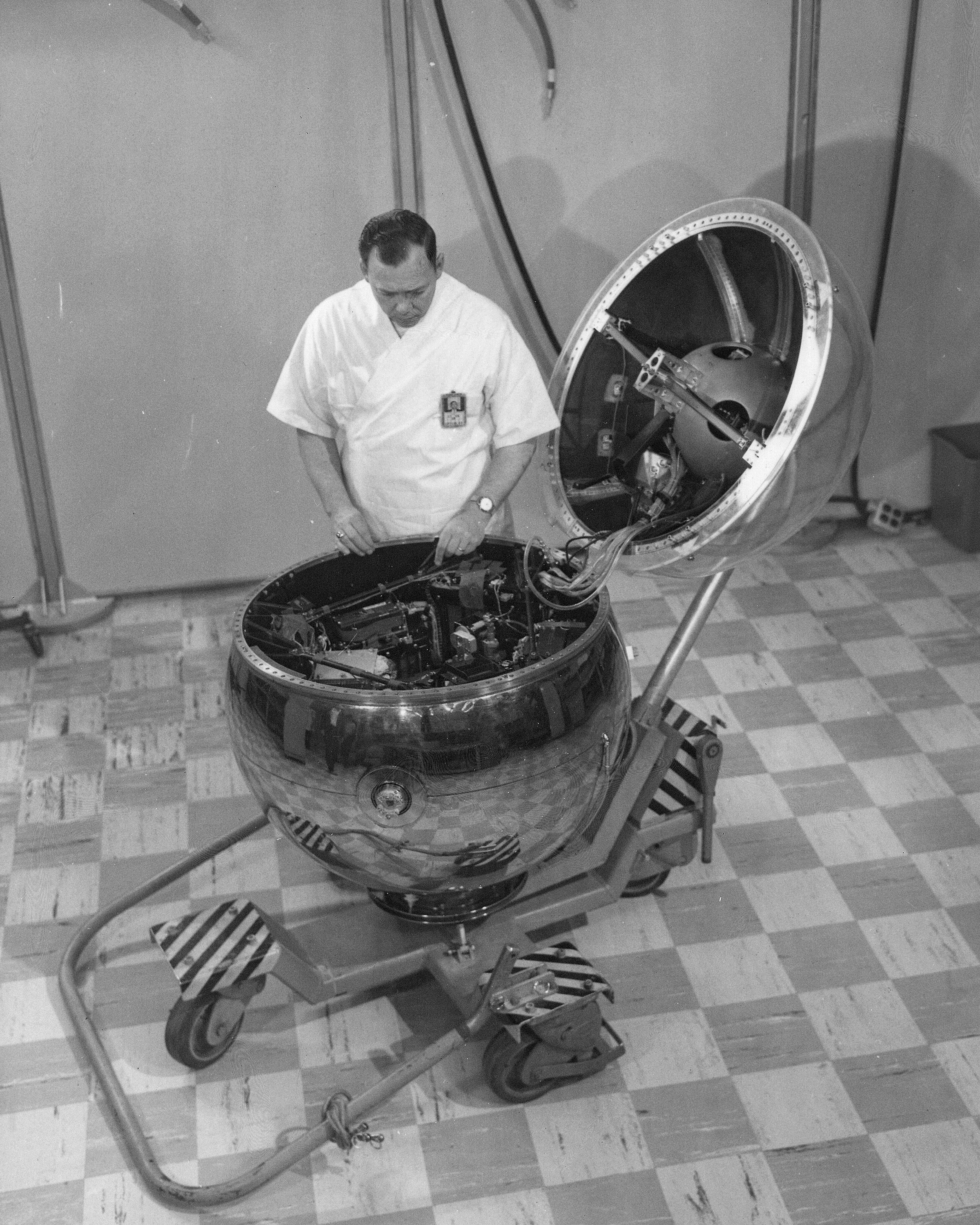
Maquette du satellite Explorer 17.

Explorer 17 est lancé le 3 avril 1963 depuis la base de lancement de Cap Canaveral par une fusée Thor Delta. Il est placé sur une orbite basse de 891 km × 254 km avec une inclinaison orbitale de 57,6° et une période de révolution de 96,39 minutes. La batterie non rechargeable est épuisée le 10 juillet 1963. Trois des manomètres ainsi que les deux sondes de Langmuir ont fonctionné correctement. Un des deux spectromètres est victime d'un dysfonctionnement et l'autre fonctionne de manière intermittente à la suite d'un problème d'orientation du satellite. Le satellite est détruit au cours de sa rentrée atmosphérique qui a lieu le 24 novembre 1966.

## Résultats scientifiques
Selon un rapport scientifique rédigé en 1964, la densité mesurée par les instruments à l'altitude de 280 km est inférieure de 50 % à ce qui est déduit par les modèles utilisant les effets de la trainée atmosphérique sur le satellite. Les variations quotidiennes de la densité totale sont beaucoup plus dépendantes du magnétisme que ce qui était prévu. L'hélium est le principal constituant neutre au-dessus de 600 km, l'oxygène domine entre 250  et   600 km tandis que l'azote est prépondérant en dessous de 250 km. Les sondes de Langmuir ont fourni des indications précises sur les variations de la température des électrons mesurée à 1 100 K durant la nuit, 2 800 K à mi-journée et 2 200 K en fin de journée. Cette température mesurée au-dessus du Maryland évolue avec la latitude (25 K par degré de latitude).